# 5 Puppis
5 Puppis är en gulvit stjärna i huvudserien i Akterskeppets stjärnbild.
Stjärnan har visuell magnitud +5,48 och är synlig för blotta ögat vid god seeing. Den befinner sig på ett avstånd av ungefär 95 ljusår.